# Cerapachys mullewanus
Cerapachys mullewanus é uma espécie de formiga do gênero Cerapachys.